# Jean-Pierre Vermetten
Jean-Pierre Vermetten   (Anvers, 6 de febrer de 1895 - desembre 1977) va ser un waterpolista i nedador belga que va competir durant la dècada de 1920.
El 1920 va prendre part en els Jocs Olímpics d'Anvers, on va disputar la prova de relleus 4x200 metres lliures del programa de natació. Quedà eliminat en sèries. Quatre anys més tard, als Jocs de París, va guanyar la medalla de plata en la competició de waterpolo.